# Assassinat de Jovenel Moïse
L’assassinat de Jovenel Moïse, président de la république d'Haïti, survient au début de la nuit du 7 juillet 2021 à Pétion-Ville (Ouest), dans la banlieue de Port-au-Prince, capitale d'Haïti, lorsqu’un groupe d'hommes armés attaque son domicile. L’épouse du chef de l’État, Martine Moïse, est blessée par balle.

## Contexte

### Élection
Moïse était le successeur désigné du président Michel Martelly, à qui la Constitution interdisait de briguer un mandat à l'élection présidentielle de 2015. Selon les résultats officiels, Moïse a reçu 33 % des suffrages exprimés au premier tour, plus que tout autre candidat mais en deçà de la majorité requise pour éviter un second tour des élections. Ces résultats ont été contestés par Jude Célestin arrivé en deuxième position et d'autres personnes dont les partisans ont protesté. Le second tour a été retardé à plusieurs reprises, ce qui a provoqué de nouvelles manifestations violentes, et les résultats ont finalement été annulés. Après l'expiration du mandat de Michel Martelly, le législateur a nommé Jocelerme Privert comme président par intérim avant de nouvelles élections en novembre 2016. Lors de ces élections, Moïse a reçu 56 % du décompte officiel, suffisamment pour éviter un second tour. Moïse a pris ses fonctions le 7 février 2017.

### Trafic de drogue
Dans un entretien donné au New York Times, un ancien responsable de la DEA à Port-au-Prince, Keith McNichols,, indique qu'Haïti est devenu une plaque tournante majeure pour les drogues à destination des États-Unis. Ce commerce prospère grâce à « un éventail de politiciens, d'hommes d'affaires et de membres des forces de l'ordre qui usent de leur pouvoir ». L’agent déclare que « la corruption atteint les plus hauts niveaux », y compris d’anciens membres locaux de l’agence américaine. Des trafiquants ont déclaré à la DEA qu’« Haïti était devenu une voie de transit privilégiée pour les passeurs parce que la police les aidait à transporter des milliers de livres de drogue pour eux ». Un autre agent de la DEA en Haïti, George Greco, déclare « des milliers de kilos de cocaïne et d'autres drogues passaient par Haïti sans être détectés depuis des années, en route vers les États-Unis ». Le sénateur de Floride Marco Rubio a déclaré qu'il existe « une quantité substantielle de cocaïne à destination de la Floride qui traverse Haïti en toute impunité alors que les trafiquants sud-américains recherchent des routes évitant l'Amérique centrale et le Mexique ».
Dimitri Hérard, l’homme de confiance du président Jovenel Moïse, qui l’a trahi, fait l’objet d’investigations de l’agence anti-drogue américaine depuis 2014. À l’époque, il appartenait à la garde présidentielle de l’ancien président Michel Martelly. En avril 2014, le cargo MV Manzanares, battant pavillon panaméen, est déchargé de son sucre sur un quai privé de Port-au-Prince. Lors du déchargement, de la cocaïne s'échappe d'un colis déchiré par les dockers. Ceux‑ci se précipitent sur la drogue, mais des gardes tirent en l’air pour les éloigner. Deux véhicules de la garde présidentielle arrivent avec des agents en uniforme. Ils chargent les colis de drogue (800 kg de cocaïne et 300 kg d’héroïne). Selon un rapport de la police haïtienne, Dimitri Hérard est vu leur donnant des ordres. Le président Michel Martelly ne donne pas suite aux demandes d’enquête de la police haïtienne et de la justice. C’est Dimitri Hérard que le président Jovenel Moïse choisit pour diriger sa garde présidentielle.

### Troubles politiques
Pendant le mandat de Moïse, les troubles politiques et la violence de gang sont fréquents, tout comme diverses manifestations violentes contre le gouvernement. Il a été affirmé que son mandat avait pris fin en février 2021, mais Moïse considérait que son quinquennat qu'il n'avait commencé qu'en 2017 se terminerait en 2022. De nombreuses manifestations ont eu lieu dans la capitale où les gens ont exigé sa démission plus tôt cette année,,.

## Objectifs des conjurés
L’assassinat du président Jovenel Moïse est organisé pour des motifs politiques, et pour réaliser un « casse. » C’est ce qui résulte du rapport d’enquête de la RNDDH (Réseau National de Défense des Droits Humains) ex  « National Coalition for Haitian Refugees” (NCHR), créée à New York en 1982. C’est confirmé par des entretiens réalisés par la chaîne de télévision colombienne Caracol avec quatre mercenaires (Germán Rivera García ex-capitaine, Jheyner Carmona Florez ex-sous-lieutenant, Ángel Yarce Sierra ex-sergent, et Naiser Franco Castañeda),. Les motifs politiques tiennent à la prolongation du mandat du président Jovenel Moïse en dehors de toute élection ; et ils tiennent aussi à une hostilité de la magistrature, notamment de la Cour de Cassation depuis que Jovenel Moïse a révoqué certains de ses membres pour complot dans les derniers mois. Le « Casse » concerne la récupération de plusieurs millions de dollars cachés dans la chambre de Jovenel Moïse. Martine Moïse n’aurait pas déclaré ce vol (entre 18 et 45 millions de dollars selon un des mercenaires arrêté).
L’objectif d’une partie des conjurés est d’arrêter le président ; c’est-à-dire d’exécuter un ancien mandat d’arrêt de 2019 qu’ils n’osent pas exécuter. Il aurait dû en résulter la nomination de Christian Emmanuel Sanon comme Président. Mais la personnalité terne de celui-ci a conduit les conjurés à envisager son remplacement par Windelle Coq-Thélot, ancien juge à la Cour de cassation. L’objectif d’une autre partie des conjurés est d’assassiner le président, et toute sa famille, y compris le chien, pour voler l’argent caché par Jovenel Moïse et faire disparaître tous les témoins.[réf. nécessaire]
La mise en place des objectifs a réuni tous les conjurés avec la complicité active de deux responsables de la sécurité présidentielle, Dimitri Hérald et Jean Laguel Civil. L’un a désorganisé la sécurité présidentielle, l’autre a diminué l’armement et les munitions disponibles dans la résidence présidentielle. Sur un effectif théorique de 647 agents de la garde présidentielle, vingt-trois sont en service à la résidence le jour de l’assassinat. Un chef d’équipe n’est pas là pour convenance personnelle. Les agents se sont entrainés au tir une fois en deux ans et demi en tirant vingt-cinq cartouches dont trois au but. Pour armement, ils disposent de cinq fusils d’assaut et de revolvers. Certains d’entre eux résistent à l’assaut des mercenaires, puis se rendent, ou fuient, à court de munitions, d’autres se rendent sans combattre. Les mercenaires colombiens surclassent la sécurité présidentielle en motivation, en efficacité et en armement.
L’objectif du changement politique a été en partie rempli. L’objectif du casse a été complètement rempli. Au moins Joseph Félix Badio et John Joël Joseph, associés aux gangs de Port-au-Prince, sont en fuite avec l’argent et des documents probablement compromettants[réf. nécessaire].

## Chronologie
(juillet 2021).
La mise en forme du texte ne suit pas les recommandations de Wikipédia : il faut le « wikifier ».
Les points d'amélioration suivants sont les cas les plus fréquents. Le détail des points à revoir est peut-être précisé sur la page de discussion.
- Les titres sont pré-formatés par le logiciel. Ils ne sont ni en capitales, ni en gras.
- Le texte ne doit pas être écrit en capitales (les noms de famille non plus), ni en gras, ni en italique, ni en « petit »…
- Le gras n'est utilisé que pour surligner le titre de l'article dans l'introduction, une seule fois.
- L'italique est rarement utilisé : mots en langue étrangère, titres d'œuvres, noms de bateaux, etc.
- Les citations ne sont pas en italique mais en corps de texte normal. Elles sont entourées par des guillemets français : « et ».
- Les listes à puces sont à éviter, des paragraphes rédigés étant largement préférés. Les tableaux sont à réserver à la présentation de données structurées (résultats, etc.).
- Les appels de note de bas de page (petits chiffres en exposant, introduits par l'outil «  Source ») sont à placer entre la fin de phrase et le point final[comme ça].
- Les liens internes (vers d'autres articles de Wikipédia) sont à choisir avec parcimonie. Créez des liens vers des articles approfondissant le sujet. Les termes génériques sans rapport avec le sujet sont à éviter, ainsi que les répétitions de liens vers un même terme.
- Les liens externes sont à placer uniquement dans une section « Liens externes », à la fin de l'article. Ces liens sont à choisir avec parcimonie suivant les règles définies. Si un lien sert de source à l'article, son insertion dans le texte est à faire par les notes de bas de page.
- La présentation des références doit suivre les conventions bibliographiques. Il est recommandé d'utiliser les modèles {{Ouvrage}}, {{Chapitre}}, {{Article}}, {{Lien web}} et/ou {{Bibliographie}}. Le mode d'édition visuel peut mettre en forme automatiquement les références.
- Insérer une infobox (cadre d'informations à droite) n'est pas obligatoire pour parachever la mise en page.

Pour une aide détaillée, merci de consulter Aide:Wikification.
Si vous pensez que ces points ont été résolus, vous pouvez retirer ce bandeau et améliorer la mise en forme d'un autre article.

### 1 h 00 environ
- Un groupe de 28 hommes comportant trois policiers haïtiens[15] et au moins 21 mercenaires colombiens et 2 Américano-haïtiens s’est présenté le 7 juillet 2021 vers 1 h du matin (5 h UTC) au domicile du président Jovenel Moïse  à bord de six véhicules loués (2 vans et 4 pick up)[16]. Selon Martine Moïse, épouse de Jovenel, il y a entre 30 et 50 gardes dans la résidence[17]. Dans la réalité, il n'y en a que vingt trois, et un chef d'équipe (Jeanty Hubert) est absent[12].
  1. 1er véhicule
Les trois policiers haïtiens, les mercenaires John Jairo Ramírez Gómez et Manuel Antonio Grosso Martínez. Leur objectif était de neutraliser les postes de garde du domicile présidentiel[18].
2e véhicule
Les mercenaires Mauricio Javier Romero Medina, Mario Palacios, Víctor Albeiro Pineda Cardona, Naiser Franco Castañeda et Juan Carlos Yepes Clavijo. Leur objectif était d’entrer dans le périmètre du domicile[18].
3e véhicule
Les Américano-haïtiens James Solages et Joseph Vincent, les mercenaires Germán Alejandro Rivera García et Duberney Capador. Leur objectif était d’entrer dans le périmètre du domicile[18].
4e véhicule
Les mercenaires  Jheyner Alberto Carmona Flórez (ex sous-lieutenant), Francisco Eladio Uribe, Alejandro Giraldo et Gersaín Mendivelso Jaimes. Leur objectif était le contrôle du périmètre extérieur de la maison et du 1er étage[18].
5e véhicule
Les mercenaires Carlos Giovanni Guerrero (ex-lieutenant-colonel), Edwin Enrique Blanquicet, Enalber Vargas Gómez et John Jairo Suárez Alegría. Leur objectif était le contrôle du périmètre extérieur de la maison[18].
6e véhicule
Les mercenaires  Ángel Mario Yarce Sierra (ex-sergent), Neil Durán Cáceres, John Jader Andela, Miguel Guillermo Garzón et Alex Miller Peña. Leur objectif était le contrôle de l’arrière du domicile. Ángel Mario Yarce était chargé de la neutralisation de la télésurveillance[18].
- Les assaillants passent sans encombre plusieurs points de contrôle de la police avant d’atteindre la rue Pèlerin 5 à Pétion-Ville, lieu de résidence de Jovenel Moïse. Ils viennent d'un quartier haut (Laboule 22) situé à 3 km.
- Les assaillants débarquent devant le domicile de Jovenel Moïse équipé de fausses casquettes de l’agence américaine anti-drogue (DEA). Ils étaient lourdement armés (fusils d'assaut 5,56 mm et 7,62 mm dont un Galil, et un  fusil à pompe calibre 12)[19].
- Les assaillants forcent l’entrée du domicile présidentiel sans difficulté, le lourd portail était débloqué[18]. Il n’y a pas eu de résistance des premiers postes de garde. Mais, il y a des premiers tirs de riposte venant de la résidence[12](§64). Il n’y a ni morts, ni blessés à ce moment-là[20].
- Le mercenaire Juan Carlos Yepes Clavijo indique qu’il y avait un complice à l’intérieur qui donne le signal de l’opération[18]. Les trois policiers haïtiens et deux mercenaires neutralisent quatre hommes du premier poste de la garde présidentielle[18]. Un second poste de garde est neutralisé de la même manière[18].
- En chemin, vers la chambre de Jovenel Moïse, les assaillants découvrent au 1er étage, dans un bureau, quatre à cinq hommes allongés au sol, avec des armes près d’eux. Ils demandent à être épargnés. Ils sont menottés[14](CARMONA). Ensuite, les assaillants trouvent une femme de chambre, et un garçon d’étage, les bâillonnent et les enferment dans l'une des chambres[16],[20]. Selon les autorités colombiennes, sept mercenaires colombiens sont entrés. Ils sont identifiés par le journal colombien « Semana » (Duberney Capador, Mauricio Romero, Juan Carlos Yepes Clavijo, Víctor Albeiro Pineda, Mario Palacios, Carlos Giovanni Guerrero Torres et Naiser Franco[18]). Les autres mercenaires, dirigés par Germán Rivera[18], restent dehors[21].

### 1 h 30 environ
- Le président Jovenel Moïse est réveillé par des tirs à l'extérieur de sa chambre. Il appelle à l’aide le chef de la garde présidentielle Dimitri Hérald à 1h34. Puis il appelle Jean Laguel Civil qui entend des tirs au téléphone. Celui-ci rappelle Dimitri Hérald, puis Paul Eddy Amazan responsable de la force d’intervention rapide[22],[23],[24].
- La femme du président Martine Moïse se rend dans les chambres de ses enfants. Ils sont mis à l’abri, avec leur chien, dans une salle de bain sans fenêtres de la chambre du fils[17]. Martine Moïse revient dans la chambre présidentielle et s’allonge au sol à la demande de son mari[17].
- Deux mercenaires (Naiser Franco Castañeda et Mario Palacios) se présentent devant la chambre d’un des enfants dont la porte est ouverte. Ils lancent une grenade offensive à l’intérieur[25],[26].
- Quatre mercenaires sont entrés dans la chambre du président (Juan Carlos Yepes, Victor Albeiro Pineda, Mauricio Javier Romero et Duberney Capador Giraldo[18]). Il y a de nombreux coups de feu. En entrant dans la chambre Victor Albeiro Pineda tire avec un fusil d’assaut M4 sur Jovenel Moïse et sa femme[26],[14](CASTANEDA) Martine Moïse est blessée et fait la morte. Le président est blessé aussi[27]. Duberney Capador Giraldo arpente la chambre présidentielle au téléphone pendant que d’autres fouillent[28]. Ils trouvent le ou les documents qu’ils cherchent, et les emportent[17]. Ils trouvent l’argent qu’ils cherchaient, rangé dans plusieurs valises et des cartons[12](§139). Selon les mercenaires, il y a plus de dix millions de dollars[25],[26]
- Un des assassins donne au téléphone une description de Jovenel Moise : « Il est grand, fin et noir ». Celui-ci est alors achevé par des tirs mortels au revolver[27]. Dehors, un des Américains-haïtien (James Solages) annonce au haut parleur, en créole et en anglais, qu’il s’agit d’une opération anti-drogue et que personne ne doit quitter sa maison[29]. Vers 1h30 les assaillants quittent le domicile du président[16]. Ils criblent de balles les véhicules présents dans la cour pour les rendre inutilisables[30] laissant de nombreuses douilles et points d’impact. Ils descendent à pied vers le palais présidentiel. Les véhicules partent avec les seuls chauffeurs emportant de lourdes valises exfiltrées du domicile présidentiel[18]. Une partie des véhicules partent par le haut, avec les policiers haïtiens, les deux valises et trois cartons avec l'argent[14](RIVERA), et quelques mercenaires. L’avis de recherche pour assassinat et vol à main armée lancé contre Joseph Pierre Ashkard[31] semble confirmer que la valise contenait des valeurs[32]. Jean Laguel Civil a déclaré que venant d’au-dessus de la résidence présidentielle, il avait été arrêté par le groupe de mercenaires « montants »[24].
- Des forces de police conventionnelles[pas clair], dont Dimitri Hérard, arrivent sur les lieux. Elles voient partir les mercenaires et les véhicules « descendants » qu’elles laissent passer craignant qu’il y ait prise d’otage. Ces véhicules sont bloqués deux kilomètres plus bas à la hauteur du commissariat de police de Pétion-Ville. Il y a une force de police d’environ 100 hommes. Les mercenaires quittent les véhicules en laissant une partie des armes. La plupart se réfugient dans un magasin abandonné de deux étages. Ils ont deux otages issus de la garde présidentielle[33].
- Jovenel Moïse est retrouvé mort, sa femme est blessée (bras, main, abdomen), deux de ses enfants présents (Jomarlie 24 ans, et Jovenel junior) sont physiquement indemnes[16].

### 2 h 30 environ
- Martine Moïse, la femme de Jovenel est trouvée assise sur l’escalier devant la porte de sa chambre. La femme de chambre lui a apporté une cravate de son mari pour faire un garrot au bras droit[34]. Puis, elle reçoit les premiers soins de ses enfants[35],[17]. L’inspecteur général André Jonas Vladimir Paraison est le premier sur les lieux[12](§70). Il organise l'évacuation de Martine Moïse vers un hôpital local puis, par un avion médicalisé (Trinity Air Ambulance)[16] vers un hôpital de Miami (Jackson Memorial Hospital)[36]. Martine Moïse précise que lors de son évacuation de la résidence, elle ne voit aucun des gardes qui auraient dû être présents[27].
- La police haïtienne est informée que les mercenaires détiennent au moins deux otages qui sont des membres de la garde présidentielle. Il est décidé d’attendre le jour avant de donner l’assaut[33].
- Deux personnes venues à moto avec une caméra s’entretiennent avec les mercenaires, et s’en vont[18].

### 8 h 00 environ
Un mercenaire, Duberney Capador Girald, téléphone à sa sœur Jenny Capador pour lui dire qu’il y a des échanges de coups de feu avec la police haïtienne. Les autres mercenaires communiquent au téléphone avec Arcángel Pretel de CTU qui leur promet d’arranger la situation(YARCE).

### 10 h 00
- Le juge Carl Henry Destin est arrivé vers 2h, mais ce n’est qu’à 10h que la police l’autorise à entrer pour les constatations. Ces policiers ne portent ni insignes, ni uniforme selon le juge. Il ne sait pas vraiment qui ils sont[24]. Le juge de paix de Pétion-Ville constate que Jovenel Moïse gît dans sa chambre à l’étage, sur le sol, dans une mare de sang, qu'il a reçu une balle dans le front, une dans chaque mamelon, trois dans la hanche, une dans l’abdomen, l’œil gauche exorbité. Plusieurs fractures seront constatées. Il est vêtu d’un pantalon bleu et d’une chemise blanche. La chambre et le bureau attenant ont été mis à sac. 12 balles seront retrouvées dans le corps, de calibre 9 mm  et d’un calibre plus élevé[16],[19].

### 15 h 00 environ
- La police haïtienne lance trois grenades lacrymogènes. Les négociations commencent via un des otages. Les deux Américains-haïtiens sortent d’abord (Solage et Vincent). Ils sont suivis des deux otages de la garde présidentielle[33].
- Peu de temps après l’assaut commence. Les mercenaires réfugiés au second étage se défendent par des tirs. Ils lancent une grenade qui n’explose pas. Les échanges de feu durent deux heures environ[33].

### 17 h 00 environ
- Lorsque la police pénètre le magasin désaffecté de "Morne calvaire", il n’y a plus que les deux morts (Mauricio Javier Romero et Miguel Guillermo Garzón)[12](§94). Une partie des mercenaires s’est réfugiée dans l’Ambassade de Taïwan située plus haut[33]. La nuit tombe. Germán Alejandro Riviera alias “Mike”[12](§60) rassure les mercenaires en leur disant que des soldats de l’ambassade des États-Unis vont intervenir[14](CARMONA).

### Dans la journée du 8 juillet
- Tôt le matin, Duberney Capador Girald meurt de ses blessures après s’être réfugié sur un toit rue Sténio Vincent, à Pétion-Ville[37]. Son décès est constaté par le juge Fidélito Dieudonné[20]. C’est un des deux chefs du groupe de mercenaires. Sur son corps, il est trouvé 40 000 dollars pris dans la chambre du président Jovenel Moïse[12](§92-93).
- Deux mercenaires colombiens sont appréhendés par la population dans le bidonville de Jalouzi au lieu-dit « Tchétchénie ». Ils sont remis à la police après avoir été un peu molestés[38].
- Dans la journée du 8 juillet, des 28 assaillants, vingt ont été capturés, deux ont été tués (Mauricio Javier Romero…), un est mort de ses blessures (Duberney Capador Girald), cinq sont en fuite (Mario Palacios…). Deux se sont rendus (James Solage et l’informateur de la D.E.A Joseph Gertand Vincent). Les mercenaires se sont d’abord réfugiés dans une maison attenante et ont échangé des coups de feu avec la police. Sept ont été finalement arrêtés[16]. Ensuite, ils se sont réfugiés à l’ambassade de Taïwan, vide, qui les a livré à la police[37]. 13 des 18 Colombiens capturés sont d’anciens militaires. Ils étaient rémunérés 2 700 $ Américains par mois[39]. Mais plusieurs n'ont pas eu le temps de toucher leur « rémunération »[28].
- Les mercenaires connus du « sous-groupe » de tueurs sont soit morts (Duberney Capador Girald, Mauricio Javier Romero), soit en fuite (Mario Palacios), soit disent n’être pas entrés dans la chambre présidentielle (Juan Carlos Yepes Clavijo, Carlos Giovanni Guerrero), soit sont détenus (Víctor Albeiro Pineda Cardona, Naiser Franco Castañeda).

## Préparation

### Phase I: Sanon
- Duberney Capador Girald (ex-sergent) était le référent du groupe de Colombiens organisés dans au moins deux groupes WhatsApp. Il a effectué mi-mai un voyage de repérage à Port-au-Prince en Haïti avec Germán Rivera (ex-capitaine). Le groupe de mercenaires qu'il a constitué a été recruté comme agents de sécurité par « CTU » (Counter Terrorist Unit)[40]. Il s’agit d’une très petite entreprise couverte de dettes qui a du mal à payer son loyer[41]. Elle a obtenu un prêt par l’intermédiaire de « Worldwide capital lending group » comme l’a confirmé un ex-procureur de Floride du sud, Robert N. Nicholson[42].
- Les conjurés haïtiens, Antonio Enmanuel Intriago Valera de l’entreprise CTU, et Walter Veintemilla de l’entreprise « Worldwide capital lending group », un Américain-équatorien, se sont réunis dans un hôtel de Saint Domingue en République Dominicaine avant l’assassinat[43]. La police haïtienne indique qu’il s’agit de la préparation de l’assassinat. Mais, un professeur américain, Parnell Duverger, qui a participé à d’autres réunions, pense qu’il peut simplement s’agir d’avoir préparé une après-démission de Jovenel Moïse[21].
- Deux mois avant l'assassinat, Christian Emmanuel Sanon et une centaine de ses partisans ont envoyé une lettre à Julie Chung (en) au « Département d'État » américain demandant à reconnaître Sanon comme dirigeant d’Haïti. Le 12 mai en Floride, il s’était tenu une réunion des « partisans » de Sanon, incluant la société CTU. Mais il n’aurait pas été question de violence. Par contre, il aurait été question de saisir les avoirs de trafiquants de drogue. « Steve » qui était présent, déclare aussi que la société de Walter Veintemilla (Worldwide capital lending group), également présente, n’est pas le financier de l’opération[42]. De fait, il s’agit d’une très petite société agissant comme intermédiaire (un courtier).
- Les Colombiens ont été majoritairement recrutés par l’entreprise américaine CTU située en Floride mais dirigée par un Vénézuélien (Antonio Enmanuel Intriago Valera)[44]. Sur les 21 Colombiens identifiés, 19 ont voyagé avec des billets d’avion achetés avec une carte de crédit de l’entreprise[45]. C’est un agent de CTU, Gabriel Pérez Ortiz, qui remet à Germán Rivera le faux mandat d’arrêt contre le président Jovenel Moïse[18]
- Antonio Enmanuel Intriago Valera s’est rendu de multiples fois en Haïti avant l’assassinat. La police l’accuse d’avoir participé à sa préparation[45]
- L’entreprise CTU a été contactée par un Haïtien résidant en Floride, Christian Emmanuel Sanon, il s’agissait d’assurer sa sécurité personnelle pendant environ un an. Mais après un certain temps en Haïti, la mission des agents de CTU a évolué en une mission de mercenaires[46]. La nouvelle mission était de procéder à l’arrestation du président de la République[47]. Dans un mémoire d’avocat, Antonio Emmanuel Intriago Valera, déclare ne pas être au courant du projet d’assassinat, mais il reconnaît avoir reçu copie d’un ordre d’arrestation du président Jovenel Moïse, signé par un juge haïtien (Jean Roger Noëlcius) en février 2019[48],[12](§52). Selon le président Colombien Ivan Duque, la plupart des mercenaires croyaient vraiment à une mission de gardes du corps. Seule une minorité avait des « objectifs criminels »[49] notamment Duberney Capador Girald et German Rivera[50].
- Christian Emmanuel Sanon a demandé un prêt de 865 000 dollars américains à Worldwide Capital Lending Group pour financer son projet. Cette société était prête à s’engager sur 645 000 dollars. La garantie était l’argent public haïtien. Aucun contrat n’a finalement été retrouvé. Mais, Worldwide Capital aurait quand-même dépensé 200 000 dollars[51]. La RNDDH relève que Walter  Veintemilla était le principal contributeur financier du complot en contre-partie d’une promesse sur le marché de l’électricité en Haïti[12](§59).
- Christian Emmanuel Sanon s’est aussi endetté auprès de Maxime Sada, le propriétaire du Maxime Boutique Hotel à Port-au-Prince (Pétion-Ville) qui est à vendre. Sanon se serait engagé, devant notaire, à l’acheter 3,8 M de dollars (la garantie financière est inconnue). C’est là que le groupe de mercenaires a été hébergé jusqu’au 4 juillet quand l’hôtel demande le paiement des factures. Mais, Worldwide Capital Lending Group fait faux-bond ce jour-là[52].
- Les mercenaires colombiens sont arrivés en Haïti en trois groupes (sans armes). L’un est arrivé par le Panama et la République dominicaine en mai. Un autre groupe de 11 est arrivé en Haïti de Colombie via la République dominicaine le 4 juin[53]. Un dernier groupe est arrivé début juin dans un vol privé venant de Floride avec Christian Emmanuel Sanon. Celui-ci a été logé dans une villa située à Delmas 60 à Port-au-Prince appartenant à Samir Handal. Sept mercenaires logent avec lui, les autres sont au Maxime Boutique Hôtel de Pétion-ville[12](§46). L’arrivée d’un quatrième groupe était prévue après coup. Deux mercenaires, Salamanque et le frère de Rivera, sont retournés en Colombie avant l’assassinat[18].
- La femme du mercenaire tué Mauricio Javier Romero, Giovanna Romero Dussán, a présenté un dialogue Whatsapp où son mari déclare qu’il assure la sécurité de « nombreuses personnes importantes qui vont et viennent sans qu’il sache de qui il s’agit »[54].

### Phase II: Coq-Thélot
- Selon des mercenaires colombiens, des réunions de préparation à l’arrestation de Jovenel Moïse se seraient tenues chez Windelle Coq-Thélot rue Pelerin 5, près de chez le président[55]. Accusée d’un complot précédent en février 2021, cette femme, un des trois magistrats de la Cour de Cassation a été mise à la retraite d’office par le président Jovenel Moïse. Selon l’opposition politique, c’est un de ces magistrats de la cour de Cassation qui aurait dû (pu) remplacer le président Jovenel Moïse dont l’extension de la durée du mandat était contestée. Un recours en annulation a été déposé contre cette décision de Jovenel Moïse devant la Cour de Comptes. La direction des Impôts dont relève cette cour a invoqué son incompétence[56].
- Windelle Coq-Thélot est aussi accusée d’avoir signé des documents pour CTU en relation avec la préparation directe de l’assassinat[57].

### Phase III: Badio
- Le 3 juillet, Christian Emmanuel Sanon a téléphoné, désespéré, à un ami en Floride, identifié sous le pseudonyme « Steve » pour sa sécurité. Il aurait déclaré que les mercenaires abandonnaient sa protection s’ils n’étaient pas payés. Puis, ils le quittent pour se rendre dans une autre maison (Laboule 22[43] et au numéro 10 de Pélerin 6[12](§95) à Pétion-Ville). Selon Joseph Gertand Vincent, un des Américains-Haïtien qui accompagne les mercenaires, il s’agit d’une maison de Rodolphe Jaar[24]. C’est là qu’ils reçoivent leurs armes de Joseph Felix Badio. Selon le mercenaire Juan Carlos Yepes Clavijo, elles sont en quantité insuffisante. L’opération est alors reportée plusieurs fois[18].
- Le 4 juillet, selon la police colombienne, Joseph Felix Badio change les ordres des mercenaires, et leur demande d’assassiner le président Jovenel Moïse[58],[59].

## Mesures judiciaires et d'instruction
- Christian Emmanuel Sanon a été incarcéré[40]. Des boîtes de balles de 9 mm ont été retrouvées chez lui[60]. Il est établi que Christian Emmanuel Sanon n’a pas les moyens financiers nécessaires au paiement du groupe de mercenaire et à la location d’un avion privé[60]. En juin, il a déclaré au professeur d’université Michel Plancher être envoyé par Dieu pour prendre la présidence d’Haïti[61]. Fin 2020 il avait déclaré au professeur d’Université américaino-haïtien Parnell Duverger qu’il souhaitait se présenter à l'élection présidentielle en Haïti[54].
- Le chef de la garde présidentielle (USGPN), Dimitri Hérard a été arrêté le 15 juillet[62] après avoir été placé sous contrôle judiciaire dès le 7 juillet[47]. Il a une activité parallèle de chef d’une entreprise de sécurité (Tradex Haïti SA). L’administration américaine enquête sur lui depuis le début de l’année pour « trafic d’armes »[63]. Le président Jovenel Moïse était au courant[64]. La police colombienne enquête sur ses nombreux voyages en Colombie avant l’assassinat. Aucun lien avec le groupe de mercenaires n’a été trouvé[65]. Dimitri Hérard a été remplacé dans ses fonctions, le 12 juillet, par Cicéron Cedernier[66]. La défense de  Dimitri Hérard est supervisée par son associé dans la société Tradex, Carl Frédéric Martin alias « Kappa ». Ce n’est pas un avocat, mais un Américain-Haïtien ancien militaire de l’US Navy. Il a reconditionné des armes pour leur vente[67] (ces armes sont peu traçables). Selon la RNDDH il était chargé de ”fournir des armes et des munitions aux membres du commando dont des fusils d’assaut, des bonbonnes de gaz lacrymogène, des grenades et des scies électriques”[12](§58).
- Le coordonnateur de la sécurité du palais national Jean Laguel Civil est également placé sous contrôle judiciaire[68]. C’est l’ancien adjoint d’André Jonas Vladimir Paraison. Ce dernier, a été inculpé et démis pour un trafic d’armes découvert dans la ville de Saint Marc en 2016[69]. Le 26 juillet, Jean Laguel Civil est incarcéré[70]. Selon la RNDDH Jean Laguel CIVL était chargé de ”soudoyer des agents affectés à la sécurité du président en vue de permettre une entrée en douceur du commando dans la résidence de Jovenel MOÏSE” . Il avait en sa possession environ cent mille dollars[12](§58).
- L’un des mercenaires Américain-Haïtien (Joseph Gertand Vincent[71] ) est un informateur de l’agence anti drogue américaine (D.E.A). Lorsqu’il a contacté l’agence, après l’assassinat, celle-ci lui a intimé l’ordre de se rendre aux autorités haïtiennes, et a décliné toute implication dans l’affaire[53].
- John Joël Joseph alias « Triple J », ancien sénateur, est en fuite. Le 13 juillet 2021 un avis de recherche est lancé contre lui. Il a été élu sous l’étiquette de l’ancien président René Préval (plateforme Inite, Lespwa). On l’aurait remarqué aux côtés de Christian Emmanuel Sanon dans une  photo publiée sur les réseaux sociaux[66]. Des câbles diplomatiques américains de 2009 révélés par WikiLeaks faisaient état de soupçons quant à ses liens avec des groupes criminels impliqués dans des kidnappings[72]. Il était réputé proche de Dread Wilmé, un chef de gang du bidonville de Cité Soleil tué par la police mi-2004[73].
- Joseph Felix Badio, avocat, est en fuite. Le 13 juillet 2021, un avis de recherche est lancé contre lui. C’est un ancien fonctionnaire du Ministère de la Justice qui a été affecté à l’Unité de lutte contre la corruption (ULCC) de 2013 à 2021. Il en a été licencié en mai pour  manquement graves aux règles déontologiques. Une plainte a été déposée contre lui[74]. Il aurait aidé à louer les véhicules du groupe de mercenaires[75]. Le 16 juillet, Joseph Felix Badio a été désigné par le chef de la police colombienne comme celui qui a donné l’ordre aux chefs mercenaires (Capador et Rivera) de tuer le président Jovenel Moïse[58],[59]. Selon la RNDDH, Joseph Felix Badio était chargé de « recevoir en temps réel des informations relatives auxfaits et gestes de la victime ». Pour cela, il a loué un appartement en face de la maison du président et était en contact permanent avec Marie Jude Gilbert DRAGON ex-commissaire de police[12](§58).
- Rodolphe Jaar alias « Whiskey », homme d’affaires, est en fuite. Le 13 juillet 2021, un avis de recherche est lancé contre lui. Avec Joseph et Badio, il fait partie des cinq recherchés du groupe d'assaillants de Jovenel Moise[76]. Il appartient à une riche et ancienne famille de commerçants de Port au Prince. En 2015, il a été condamné à quatre ans de prison en Floride pour trafic de drogue. Sa peine a été allégée en raison de sa coopération avec l’agence anti drogue[77]. Il a permis à la police américaine de récupérer 270 kg de cocaïne, alors que lui récupérait l’autre moitié des 425 kg[72],[78]. C’est un ami et partenaire d'affaire de l’ancien président Michel Martelly, le chanteur, qui a introduit Jovenel Moïse pour lui succéder[79]. En 2015, Claude Thelemaque, un ancien commandant de la police haïtienne est condamné à 16 ans de prison en Floride pour trafic de drogue. Ses complices colombiens, Francisco Anchio-Candelo et Jairo Jaimes-Penuela décrivent, au procès, Claude Thelemaque comme le « bras droit » de Rodolphe Jaar. Claude Thelemaque assurait la sécurité des atterrissages en Haïti, des avions venant de Colombie et du Venezuela, qui transportaient à chaque fois 6 tonnes de cocaïne entre 2005 et 2012[78].
- Reynaldo Corvington, un Haïtien, a été arrêté le 14 juillet. Il est accusé d’avoir fourni un hébergement au groupe de mercenaires, et de lui avoir fourni des sirènes de police. Il possède une entreprise de sécurité "Corvington Courier & Security Service". 8 fusils à pompe 12 mm, 9 armes de poing, un fusil d’assaut AR-15, et 3 grenades ont été trouvés à son domicile[45],[80].
- Gilbert Dragon , Haïtien, ancien officier de police a été arrêté le 14 juillet. Des grenades, 2 revolvers 9 mm et un fusil d’assaut AR-15 ont été trouvés à son domicile[80]. C’est un proche de l’ancien chef de la garde présidentielle Dimitri Hérard. C’est aussi un proche de Guy Philippe, ancien officier de police, et sénateur, condamné à 9 ans de prison aux États-Unis, en 2017, pour blanchiment d’argent de la drogue colombienne entre 1999 et 2003[62]. En 2017, il avait été nommé chef de la sécurité publique par Jovenel Moïse[81]. En 2004, avec Guy Philippe, il avait organisé le coup d’État contre le président Jean-Bertrand Aristide, dans la foulée de ses activités de trafiquant de drogue[82].
- Désir Gordon Phenil, avocat Haïtien, est en fuite. Le 14 juillet 2021 un avis de recherche est lancé contre lui[83]. Il est accusé d’avoir été responsable de la location des véhicules, de la coordination des rencontres avec les mercenaires et du paiement des matériels[84]. C’est le secrétaire exécutif du parti  AYITI 2054 qu’il présente en 2020 comme parti politique générationnel et « néoprogressiste »[85]. La direction du parti s’est désolidarisée de Désir Gordon Phenil dans un communiqué de presse[86].
- Joseph Pierre Ashkard, homme d’affaires haïtien, est en fuite. Le 17 juillet un avis de recherche est lancé contre lui pour assassinat et vol à main armée[87]. Il travaille pour le Consulat d’Haïti au Canada, et c’est un partenaire de Christian Emmanuel Sanon dans la société « International Medical Village », basée au Texas (États-Unis). La police Haïtienne le considère comme dangereux[31].
- Windelle Coq-Thélot, ancien magistrat à la cour de Cassation, est en fuite. Le 26 juillet un avis de recherche est lancé contre elle pour assassinat et vol à main armée. Un mandat d’amener avait été lancé le 23 juillet. Cette femme magistrat a été démise de ses fonctions (retraite d’office), par décret de Jovenel Moïse du 8 février 2021, avec deux autres magistrats (Yvickel Dieujuste Dabrézil et Joseph Mécène Jean Louis). Ils étaient soupçonnés d’avoir participé à la tentative de coup d’État du 7 février 2021 qui a été déjouée[88]. Madame Windelle Coq-Thélot est soupçonnée d’être la remplaçante prévue du président Jovenel Moïse après que celui-ci aurait été arrêté selon la variante “arrestation” de l’intervention des mercenaires colombiens. Selon des mercenaires colombiens, des réunions de comploteurs se seraient tenues chez elle rue Pelerin 5, près de chez le président[55].
- William Moïse, Bonni Grégoire, Clifton Hyppolite et Jean-Elie Charles sont des policiers haïtiens qui ont été incarcérés. La Police Nationale d’Haïti (Marie-Michelle Verrier) a déclaré le 30 juillet qu’ils étaient directement impliqués dans l’assassinat. Ils ont accompagné les mercenaires colombiens du jour de leur arrivée à leur attaque de la résidence présidentielle[89].
- Paul Denis, Liné Balthazar, Gérald Bataille, Gérard Forge Janvier et Samir Handal font l'objet d’un mandat d’amener. Ils ont été délivrés le 12 juillet; mais, ils n'ont été rendus public que le 2 août. Paul Denis est le dirigeant du parti politique INIFOS. Liné Balthazar est le dirigeant du parti présidentiel PHTK. Gérald Bataille et Gérard Forges sont des pasteurs. Samir Handal est un homme d’affaires[90]. Il possède la maison qui a hébergé Emmanuel Christian SANON. Le jour de l’arrestation de celui-ci, il a été accompagné à l’aéroport par des agents de police pour quitter Haïti[12](§99).

### Entraves à l'instruction
Un mois après l’assassinat, l’instruction judiciaire n’a pas encore commencé. Les personnes mises en cause sont détenues de manière extra-judiciaire. Elles n’ont pas été présentées à un juge. Elles ne bénéficient pas de l’assistance d’un avocat.
Le tribunal de première instance de Port au Prince a été saisi, mais il n’arrive pas à nommer un juge d’instruction. Au moins trois juges sollicités ont refusé. Ils craignent pour leur sécurité. De fait, le premier juge (Carl Henry Destin) qui a fait la constatation de décès de Jovenel Moise a été menacé de mort. Il vit caché depuis. Deux de ses greffiers (Marcelin Valentin et Waky Philostene) ont également été menacés. Depuis, ils vivent cachés aussi. Un juge d'instruction est finalement désigné le 10 août.
Le 3 août, le gouvernement haïtien a demandé aux Nations Unies de mettre en place une enquête internationale, et un tribunal spécial.
Le 9 août, le juge d’instruction Mathieu Chanlatte est nommé. Mais, le 13 août, il démissionne, déclarant : « J’ai dit au doyen que tous les moyens devaient être assurés avant que je prenne en charge le dossier. Peut-être que, sous pression de la presse, le doyen, sans aucune disposition, a fait savoir que j'étais en charge du dossier .»  En fait, son greffier vient d’être assassiné le 11 août. Jean Wilner Morin, président de l’Association nationale des magistrats haïtiens commente : « J’avais dit que ça serait dur pour le juge Chanlatte : il a toujours la même voiture, il n’a pas d’autres agents de sécurité attachés à son service. » Le secrétaire général du Conseil des ministres, Rénald Lubérice, invite les autorités compétentes à prendre des dispositions pour donner des moyens au juge d’instruction chargé de mener l’enquête.
Le 22 août, le juge d'instruction Garry Orélien a été désigné pour mener l'instruction du dossier relatif à l'assassinat du président Jovenel Moïse. Il était substitut au parquet de Saint-Marc puis à la Croix-des-Bouquets. Il a été promu juge puis juge d’instruction au tribunal de première instance de Port-au-Prince en décembre 2020. Le 25 août, le ministère de la Justice et de la Sécurité publique (MJSP) offre 6 millions de gourdes (50 000 € environ) pour aider à capturer les personnes recherchées. Mais, le 21 août, le Centre d’analyse et de recherche en droits de l’homme (CARDH) alerte sur la légalité de la procédure en cours, et réclame un tribunal spécial. Dans son rapport « Limites de la poursuite et perspective d’un tribunal spécial » , il indique « la poursuite a été menée en violation de la Constitution, du Code d’instruction criminelle et des instruments internationaux de droits humains…. Des criminels peuvent à tout moment être libérés, des procès-verbaux et pièces à conviction, essentielles au procès, peuvent être écartés durant son déroulement ».
Le 10 septembre, le procureur général de Port-au-Prince, Bed-Ford Claude, réclame à ce qu'Henry soit auditionné pour avoir été en contact avec l'un des cerveaux présumés de l'assassinat du président Moïse. L'intéressé dénonce des « manœuvres de diversion ». Le 14 septembre, Claude demande l'inculpation du Premier ministre et son interdiction de quitter le territoire. Henry décide de le limoger en réaction.
Les cinq juges nommés entre 2021 et 2022 se sont tous récusés,,.

## Suites

### Enquête
Quelques heures après les événements, le Premier ministre par intérim décrète l'état de siège.
Le 8 juillet, la police annonce avoir tué quatre membres du commando, et en avoir arrêté deux autres.
Au 9 juillet, 17 mercenaires ont été capturés (quinze Colombiens et deux Américains) et trois Colombiens ont été tués, tandis que huit autres sont toujours en fuite. La plupart sont d’anciens membres de l'armée colombienne, notamment des forces spéciales. Plusieurs ont reçu une formation par l'armée américaine, a confirmé le Pentagone.
Le 11 juillet, les autorités annoncent avoir arrêté l'un des instigateurs présumés de l'opération : Christian Emmanuel Sanon, un ressortissant âgé de 63 ans, qui souhaitait seulement son arrestation, afin de prendre sa place.
Plusieurs mercenaires étaient liés au FBI et la DEA américaines. Selon le Miami Herald, les autorités américaines ont fait pression pour que ces liens ne soient pas révélés : des procureurs de Miami ont « mis sous le boisseau des preuves des activités passées d'informateurs du gouvernement américain au nom de la sécurité nationale des États-Unis », rendant encore plus opaque l’enquête sur l'assassinat du président haïtien,. L'entreprise de sécurité américaine qui a organisé le recrutement des membres du commando était également impliquée dans la tentative d'assassinat du président vénézuélien Nicolás Maduro en 2018.
D'après le chercheur Frédéric Thomas ce meurtre s’apparente à « un règlement de compte entre factions rivales de l'oligarchie haïtienne » dans un contexte de crise politique majeure. Une implication du gouvernement américain est peu probable car Jovenel Moïse entretenait des liens étroits avec Washington et les États-Unis disposaient d'autres moyens de pression sur Haïti.
Le 19 février 2024, l'ancien Premier ministre Claude Joseph, ainsi que la veuve de Jovenel Moïse, Martine Moïse, et l'ancien chef de la police Léon Charles, sont inculpés par un juge dans le cadre de l'assassinat du président. Joseph et Moïse sont accusés de complicité et d'association de malfaiteurs, tandis que Charles est accusé de meurtre et de tentative de meurtre.

### Politiques
La succession présidentielle est contestée. Alors que la version initiale de la Constitution de 1987 prévoit une succession par le président de la Cour de la cassation, ce dernier, René Sylvestre, est mort le 23 juin 2021 du Covid-19 sans avoir été remplacé. La version de 2012 prévoit un intérim par le Conseil des ministres puis l'élection d'un président par l'Assemblée nationale pour terminer le mandat présidentiel. Enfin, le poste de Premier ministre est disputé entre Claude Joseph et Ariel Henry, nommé le 5 juillet.
Joseph Lambert, président du Sénat de la République, est désigné le 9 juillet 2021 par une résolution du Sénat pour assumer la présidence de la République à titre intérimaire. Sa désignation est cependant contestée par le Premier ministre par intérim Claude Joseph. Cette décision est soutenue par de nombreux partis parlementaires, dont le PTHK du défunt président. Ariel Henry est par ailleurs confirmé comme Premier ministre. Son investiture, prévue pour le 10 juillet, est finalement reportée à la demande des États-Unis.
Le 19 juillet, à la suite des négociations menées avec le concours de plusieurs autres pays américains, Claude Joseph accepte de démissionner en faveur d'Ariel Henry, demeurant ministre des Affaires étrangères dans le nouveau gouvernement qui prend ses fonctions le lendemain,.
Les funérailles nationales du président défunt se déroulent le 23 juillet 2021, à Cap-Haïtien,.

### Complicité
En février 2024, la veuve du président Moïse, Martine Moïse est accusée de complicité dans son assassinat.